# Isohypsibius deflexus
Isohypsibius deflexus är en djurart som tillhör fylumet trögkrypare, och som först beskrevs av Mihelcic 1960.  Isohypsibius deflexus ingår i släktet Isohypsibius och familjen Hypsibiidae. Inga underarter finns listade i Catalogue of Life.